# Liquéfaction du charbon
Pour les articles homonymes, voir CTL.
La liquéfaction du charbon désigne les procédés physico-chimiques qui permettent d'obtenir des hydrocarbures liquides à partir de charbon. Ces procédés, connus depuis le début du XXe siècle, connaissent au début du XXIe siècle un regain d'intérêt en raison de la différence de prix croissante entre le charbon et le pétrole. On utilise alors plus fréquemment l'abréviation CTL, soit en anglais Coal to Liquids. Le mélange d'hydrocarbures obtenus peut être aisément raffiné pour fournir des carburants.

## Contexte historique

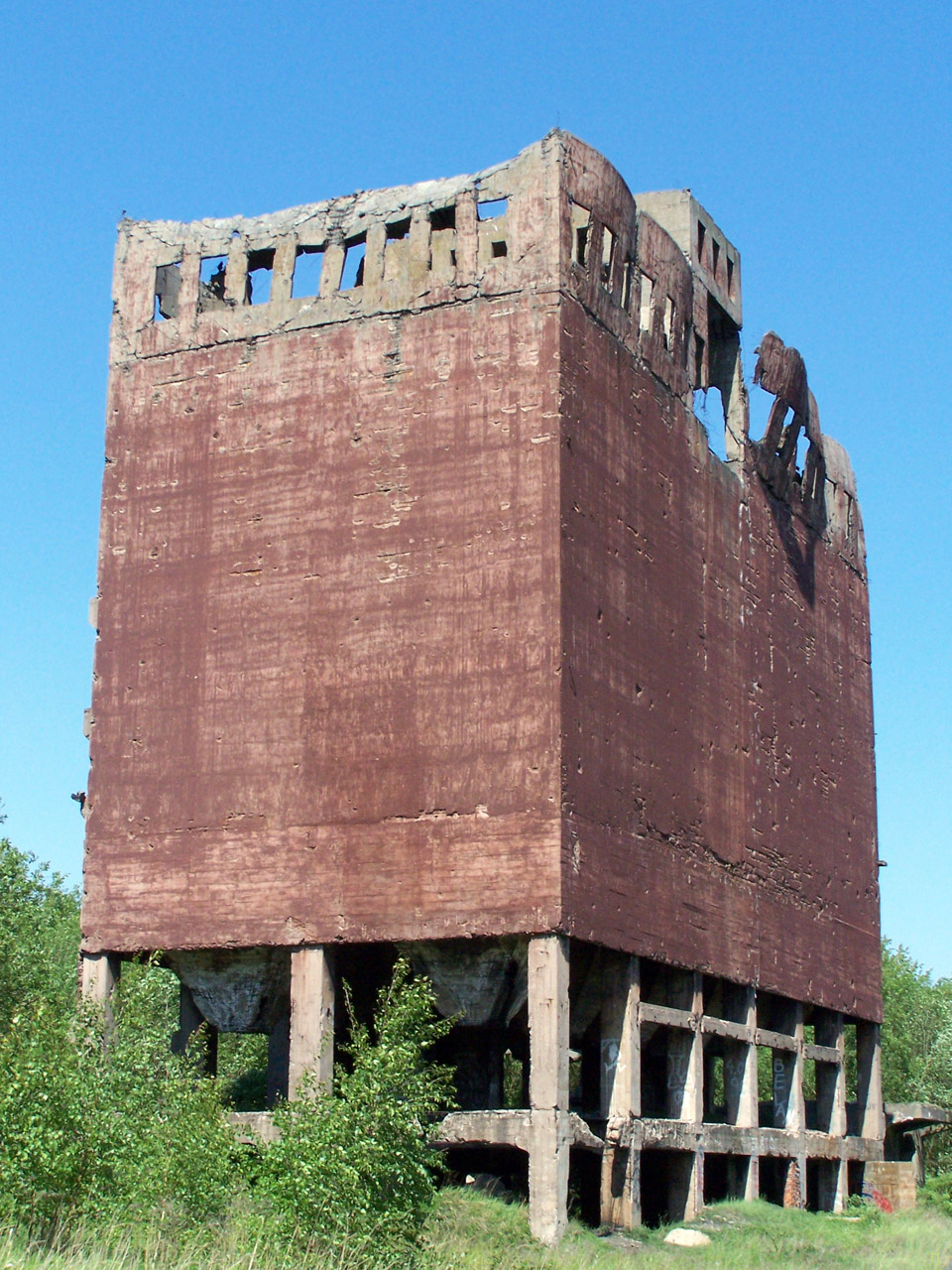
Ruine d'une usine nazie de liquéfaction à Police (Pologne), bombardée en 1945

La liquéfaction du charbon est une technique ancienne développée au début du XXe siècle. Le procédé CTL le plus connu est la synthèse Fischer-Tropsch (FT), du nom des inventeurs Franz Fischer et Hans Tropsch de l'institut Kaiser Wilhelm dans les années 1920. La synthèse FT est la base de la technologie de liquéfaction indirecte du charbon (ICL). Friedrich Bergius, un chimiste allemand, a inventé la liquéfaction directe du charbon (DCL) comme un moyen de convertir de l'énergie en huile synthétique en 1913.
La liquéfaction du charbon est devenue une partie intégrante de l'industrie allemande et a contribué à alimenter son armée au cours de la Seconde Guerre mondiale. La liquéfaction du charbon était une partie importante du plan quadriennal d'Aldolf Hitler de 1936. Au milieu des années 1930, des sociétés comme IG Farben et Ruhrchemie ont lancé la production industrielle de carburants synthétiques dérivés du charbon. Cela a conduit à la construction de douze usines de DCL utilisant l'hydrogénation de neuf usines ICL utilisant la synthèse de Fischer-Trosch à la fin de la Seconde Guerre mondiale. Au total, CTL a fourni 92 % du carburant aérien de l'Allemagne et plus de 50 % de son approvisionnement en pétrole dans les années 1940. Les usines DCL et ICL se sont complétées efficacement plutôt que concurrencées. La raison en est que l'hydrogénation du charbon produit de l'essence de haute qualité. Les usines de DCL étaient également plus développées car le lignite fonctionnait mieux avec l'hydrogénation qu'avec la synthèse FT. Après la guerre, l'Allemagne a dû abandonner sa production de carburant synthétique, interdite par la conférence de Potsdam en 1945.  
L'Afrique du Sud a développé sa propre technique CTL dans les années 1950. La Société sud-africaine du charbon, du pétrole et du gaz (Sasol) a été fondée en 1950 dans le cadre du processus d’industrialisation que le gouvernement sud-africain considérait comme essentiel pour le développement économique et l'autonomie. Cependant, l'Afrique du Sud n'avait pas de réserves de pétrole domestique, ce qui rendait le pays très vulnérable aux perturbations des approvisionnements venant de l'extérieur, quoique pour des raisons différentes à des moments différents. Sasol était un moyen efficace de protéger la balance des paiements du pays contre la dépendance croissante à l'égard du pétrole étranger. Pendant des années, son produit principal était le carburant synthétique et cette activité a bénéficié d'une protection gouvernementale importante en Afrique du Sud pendant l’apartheid années pour sa contribution à la sécurité énergétique nationale. Bien qu'il soit généralement beaucoup plus coûteux de produire du pétrole à partir de charbon que du pétrole naturel, l'importance politique et économique d'atteindre autant d'indépendance que possible dans ce domaine était suffisante pour surmonter toutes les objections. Les premières tentatives d'attirer des capitaux privés, étrangers ou nationaux ont échoué, et ce n'est qu'avec le soutien de l’État que la liquéfaction du charbon pourrait commencer. CTL a continué à jouer un rôle essentiel dans l'économie nationale de l'Afrique du Sud, fournissant environ 30 % de sa demande de carburant domestique. Pendant la démocratisation dans les années 1990, Sasol a cherché des produits qui pourraient s'avérer plus compétitifs sur le marché mondial et, à partir du nouveau millénaire, Sasol se concentre principalement sur son activité pétrochimique, ainsi que sur les efforts de conversion du gaz naturel en pétrole brut (GTL) son expertise en synthèse-Fischer-Tropsch.     
Les technologies CTL se sont améliorées régulièrement depuis la Seconde Guerre mondiale. Le développement technique a abouti à une variété de systèmes capables de traiter un large éventail de types de charbon. Cependant, seules quelques entreprises basées sur la production de combustibles liquides à partir du charbon ont été entreprises, la plupart d'entre elles étant basées sur la technologie ICL. La plus réussie est la société sud-africaine Sasol. CTL a également reçu un nouvel intérêt au début des années 2000 en tant qu'option potentielle d'atténuation pour réduite la dépendance au pétrole à mesure que les prix du pétrole augmentaient et que les planificateurs pétroliers ont repensé les chaînes d'approvisionnement existantes pour les carburants liquides.

## Méthodes
Les technologies de liquéfaction spécifiques entrent généralement dans deux catégories : les procédés de liquéfaction directe (DCL) et de liquéfaction indirecte (ICL). Les processus directs sont basés sur des approches telles que la carbonisation, la pyrolyse et l'hydrogénation.
Les procédés de liquéfaction indirecte impliquent généralement la gazéification du charbon en un mélange de monoxyde de carbone et d'hydrogène, souvent appelé gaz synthétique ou simplement gaz de synthèse, puis en utilisant un procédé approprié tel que le procédé Fischer-Tropsch pour convertir le gaz de synthèse en hydrocarbures liquides.
En revanche, les procédés de liquéfaction directe transforment le charbon en liquides directement sans avoir à compter sur des étapes intermédiaires en décomposant la structure organique du charbon avec l'application de solvants ou de catalyseurs dans un environnement à haute pression et température. Comme les hydrocarbures liquides ont généralement un rapport molaire hydrogène-carbone plus élevé que le charbon, des procédés d'hydrogénation ou de rejet de carbone doivent être employés dans les technologies ICL et DCL.
À l'échelle industrielle (c'est-à-dire des milliers de barils par jour), une usine de liquéfaction du charbon nécessite généralement des investissements en capitaux de plusieurs milliards de dollars.

### Procédés de pyrolyse et de carbonisation
Un certain nombre de processus de carbonisation existent. La conversion de carbonisation se produit typiquement par pyrolyse ou distillation destructive.
Un exemple typique de carbonisation est le processus de Karrick. Dans ce procédé de carbonisation à basse température, le charbon est chauffé à 360 °C jusqu'à 750 °C en l'absence d'air. Ces températures optimisent la production de goudrons de houille plus riches en hydrocarbures plus légers que le goudron de houille normal. Cependant, tout liquide produit est principalement un sous-produit et le produit principal est le semi-coke : un combustible solide et sans fumée.
Le procédé COED, développé par FMC Corporation, utilise un lit fluidisé pour le traitement, en combinaison avec l'augmentation de la température à travers quatre étapes de pyrolyse. La chaleur est transmise par les gaz chauds produits par la combustion d'une partie du charbon produit. Une modification de ce processus, le procédé COGAS, implique l'ajout de la gazéification du charbon. Le procédé TOSCOAL, analogue au procédé de mise en cornille des schistes bitumeux TOSCO II et au procédé Lurgi-Ruhrgas, également utilisé pour l'extraction de l'huile de schiste, utilise des solides recyclés à chaud pour le transfert de chaleur.
Les rendements liquides des processus de pyrolyse et de Karrick sont généralement trop faibles pour une utilisation pratique dans la production de carburant liquide synthétique. En outre, les liquides qui en résultent sont généralement de qualité médiocre et nécessitent un traitement supplémentaire avant de pouvoir être utilisés comme carburants. Les goudrons et les huiles de charbon résultat de la pyrolyse sont ensuite traités par hydrotraitement pour éliminer les espèces de soufre et d'azote, après quoi ils sont finalement transformés en liquides.
En résumé, il y a peu de chances que ce procédé produise des volumes économiquement viables de combustible liquide.